# Mario Carbone
Mario Carbone (* 12. Mai 1924 in San Sosti; † 18. Mai 2025 in Rom) war ein italienischer Fotograf, Kameramann und Dokumentarfilmer.

## Leben
Carbone studierte Fotografie und ging 1955 nach Rom, wo er sich schnell einen Ruf als Abbilder sozialer Themen erwarb. Beim Film begann er als Kameraführer, war 1961 bis 1969 Kameramann und arbeitete parallel an zahlreichen eigenen Dokumentationen, worauf er sich seit den 1970er Jahren konzentrierte. 1962 war er einer der zahlreichen Kurzfilm-Regisseure für I misteri di Roma. Erst 1982 ließ er eine weitere Inszenierung, nach eigenem Drehbuchentwurf, folgen.
1964 gewann Carbone einen Nastro d’Argento für seinen kurzen Film Stemmati di Calabria.
2010 fand eine Ausstellung seiner Fotografien aus den 1950er und 1960er Jahren statt.

## Filmografie (Auswahl)
- 1961: Gli stregoni (Kurz-Dokumentation)
- 1963: Stemmati di Calabria
- 1969: Ti spacco il muso bimba